# Доминион (театр)
«Доминион» — театр на Тоттнем-Корт-Роуд в Вест-Энде (Лондон), недалеко от площади Сент-Джайлс и здания «Сентр-Пойнт».

## История
Здание театра было построено в 1928—29 годах по проекту архитекторов Уильяма и Томаса Милбурнов. Конструкция выполнена из стали и бетона. Изначально предназначалось только для театральных постановок, но после временного закрытия театра в начале 1930-х годов было дополнительно оборудовано для показа кинофильмов. Театр построен на месте бывшей пивоварни, ставшей причиной Пивного наводнения.
Несмотря на большую вместимость (2 858 мест в 1940 году) театр не испытывал проблем с заполнением благодаря удачному местоположению вблизи пересечения Черинг-Кросс-Роуд, Оксфорд-Стрит и Тоттенхэ
Вскоре после этого в театре была установлена новая система «Todd AO», включавшая два проектора Phillips 70mm/ 35mm и стереофонический звук. Это позволило прокручивать как обычные, так и широкоэкранные ленты. Количество мест было уменьшено до 1654 с отказом от верхней галереи.
Обновление репертуара ознаменовал показ фильма «Юг Тихого океана», который оставался на экране наибольшее время — 4 года и 22 недели с 21 апреля 1958 года по 30 сентября 1962 года.
Сэмьюэл Голдвин более трех лет ожидал возможности поставить на сцене «Доминиона» «Порги и Бесс», но успех «Юга Тихого океана» так и не дал ему этого сделать. Следующим популярным фильмом стала «Клеопатра», премьера которой состоялась в августе 1963 года, но слава «кинотеатра мюзиклов» закрепилась за «Доминионом» после появления «Звуков музыки» (на экране с 29 марта 1965 года по 31 июня 1968 года). «Звезда», поступившая в прокат после обновления театра 18 июля 1968 года, в «Доминионе» оказалась более успешной, чем где бы то ни было. Но после окончания в Голливуде эпохи мюзиклов для театра «Доминион» настали сложные времена. В программе вновь появились спектакли, и за исключением двухдневного перерыва на повторный показ фильма «Театральный фургон», с 8 ноября 1981 года театр перешел на показ исключительно спектаклей. Другим исключением стала премьера, совместно с «Odeon Leicester Square», «Возвращения джедая» в 1983 году.
D 1980-е годы театр стал популярной концертной площадкой. В 1982 году здесь был записал альбом Logos группы «Tangerine Dream», который включал посвященную театру композицию «Dominion». В середине 1980-х в «Доминионе» был поставлен мюзикл «Время» (англ. Time), под который была произведена значительная реконструкция здания.
С начала 1990-х в театре прошли показы спектаклей «Бриолин», Scrooge: The Musical, «Лебединое озеро» в постановке Мэтью Борна, «Красавица и чудовище», повторная постановка «Бриолин», «Собор Парижской Богоматери» и другие. В 1990 году недолгое время на сцене шёл мюзикл Bernadette The Musical Морин и Гвин Хьюз.
Также в 1990-е «Доминион» несколько раз предоставлял свою сцену «Royal Variety Performance».

## Настоящее время
В настоящее время, после закрытия в конце 1950-х верхней галереи, театр насчитывает 2 182 места. Освещение и лепнина сохранены с 1920-х годов.
За последние пару лет в театре внедрено множество инноваций. Проведена реставрация гримерок, заменены окна (с полным сохранением внешнего вида). На месте административных помещений восстановлен театральный буфет. Над главным фойе размещена репетиционная студия. Оформление входа в студию тщательно восстановлено в первозданном виде, на очереди — реставрация главного фойе.

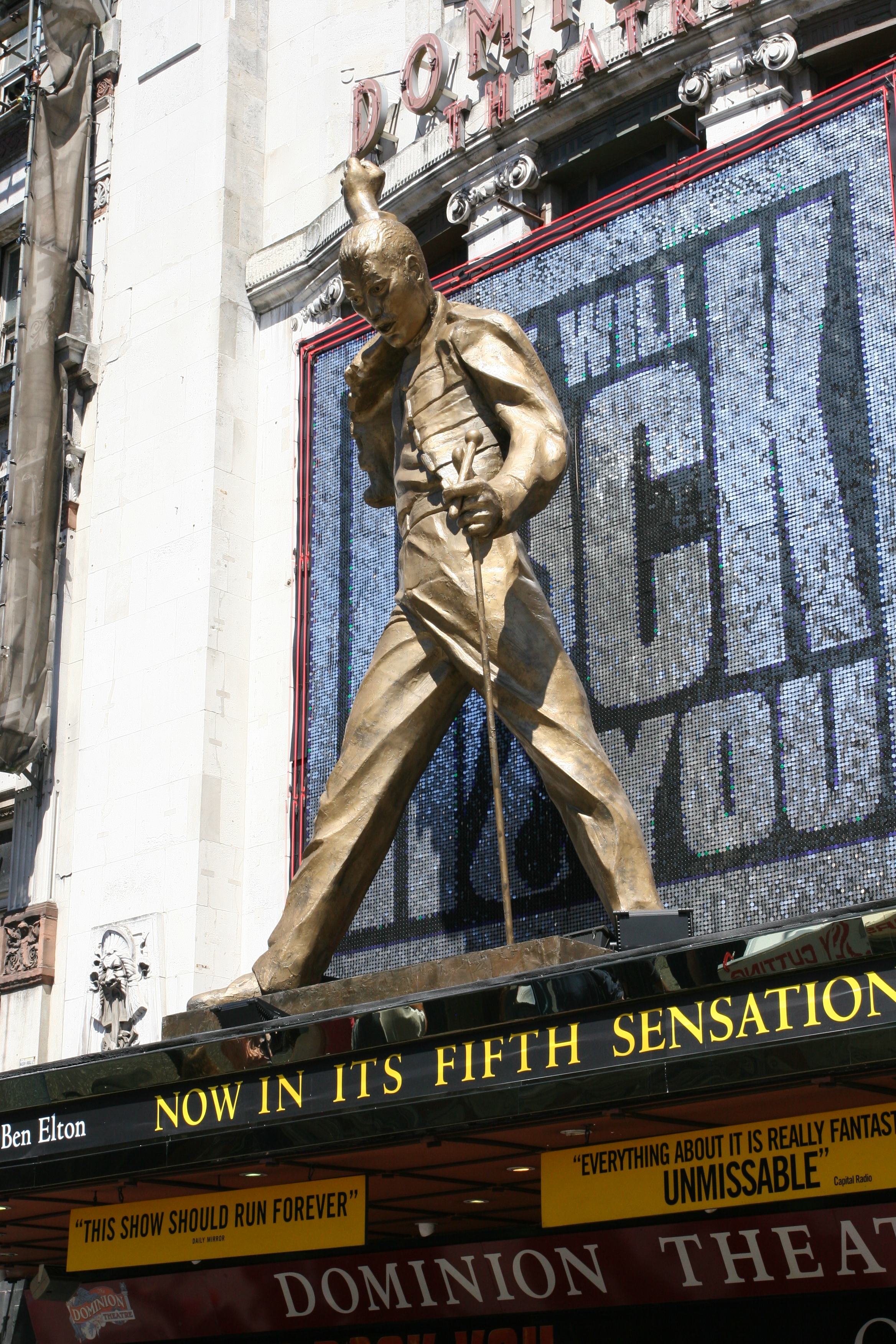
Фредди Меркюри на козырьке

В студии уже проводились прослушивания и репетиции нескольких популярных спектаклей Уэст-Энда, включая We Will Rock You, «Эдвард Руки-ножницы» (англ. Matthew Bourne's Edward Scissorhands), «Отверженные», «Кошки», National Tour, Hairspray и «Зорро», что позволяет говорить о ней как о наиболее удачно расположенной репетиционной студии Лондона.
В 2002 в театре состоялась премьера мюзикла We Will Rock You, основанном на песнях группы «Queen» и созданном гитаристом Брайаном Мэем, ударником Роджером Тейлором и британским комиком Беном Элтоном. Шоу должно было закрыться в октябре 2006 года, чтобы отправиться на гастроли по Великобритании, но по требованию публики осталось в репертуаре театра на неопределенный срок. На данный момент идет девятый год показа, что делает его самой долгоживущей постановкой «Доминиона».
По воскресеньям церковь Хиллсонг-Лондон проводит в театре четыре службы: в 10:30, 13:00, 15:30 и 18:00 по местному времени.

## Принадлежность
За свою историю театр «Доминион» сменил несколько владельцев. С 1988 по 1999 год им управляли компании Rank Organisation и Apollo Leisure. В 1999 году компания Apollo Leisure была поглощена SFX Entertainment, которая, в свою очередь, в 2001 году была куплена компанией Clear Channel Entertainment, входящей в американскую транснациональную корпорацию. Непосредственное руководство театром осуществляла Live Nation UK, дочерняя компания ClearChannel, подконтрольная Nederlander Organization.

## Недавние и текущие постановки
- Jackie Mason: Brand New! (22 марта 1993 — 24 марта 1993), постановка: Джеки Мэйсон
- «Бриолин» (15 июля 1993 — 19 октября 1996), постановка: Джим Джейкобс и Уоррен Кейси
- Scrooge (12 ноября 1996 — 1 февраля 1997), постановка: Лесли Брикусс
- «Красавица и чудовище» (13 мая 1997 — 11 декабря 1999), постановка: Ховард Эшман, Алан Менкен, Тим Райс и Линда Вулвертон
- Matthew Bourne’s Swan Lake (7 февраля 2000 — 11 марта 2000), постановка: Мэтью Борн
- Tango Passion (21 марта 2000 — 23 марта 2000), постановка: Гектор Зараспе
- «Собор Парижской Богоматери» (23 мая 2000 — 6 октября 2001), постановка: Ричард Коччанте и Люк Плеймодон
- «Бриолин» (22 октября 2001 — 3 ноября 2001), постановка: Джим Джейкобс и Уоррен Кейси
- We Will Rock You (14 мая 2002 —) постановка: «Queen» и Бен Элтон

Ближайшая станция метро — Тоттнем-Корт-Роуд.